# (400093) 2006 SF406
(400093) 2006 SF406 es un asteroide perteneciente al cinturón de asteroides, descubierto el 19 de septiembre de 2006 por el equipo del Spacewatch desde el Observatorio Nacional de Kitt Peak, Arizona, Estados Unidos.

## Designación y nombre
Designado provisionalmente como 2006 SF406.

## Características orbitales
2006 SF406 está situado a una distancia media del Sol de 2,751 ua, pudiendo alejarse hasta 2,985 ua y acercarse hasta 2,516 ua. Su excentricidad es 0,085 y la inclinación orbital 2,527 grados. Emplea 1666,74 días en completar una órbita alrededor del Sol.

## Características físicas
La magnitud absoluta de 2006 SF406 es 17,4.